# Salomeja Nerisová
Salomeja Nerisová, vlastním jménem Salomeja Bačinskaite-Bučieneová (17. listopad 1904, Kiršai – 7. červenec 1945, Moskva) byla litevská básnířka. Psala emotivní lyriku, užívala velmi zpěvného verše, inspirovala se litevskými lidovými písněmi (zejm. Litevská sonáta) a litevskými národními pohádkami (poéma Egle, hadí královna). Pseudonym si zvolila podle druhé největší litevské řeky Neris.

## Život a dílo
Vystudovala litevštinu, němčinu a literaturu na univerzitě ve Vilniusu. Poté pracovala jako učitelka v Lazdijai, Kaunasu a Panevėžysu. První sbírku básní vydala roku 1927 a pracovala také jako redaktorka a překladatelka. Překládala do litevštiny mj. básně A. S. Puškina, I. S. Turgeněva, Maxima Gorkého nebo Anny Achmatové, která naopak překládala své básně do ruštiny.
V roce 1928 navázala kontakt s podzemní buňkou komsomolu na Litevské univerzitě, od roku 1931 byla spojkou Kominterny a za svého pobytu v Paříži (1936–1937) byla spojkou k tamnímu exilovému vedení komunistické strany na Litvě a v Polsku. V roce 1936 se vdala za architekta a sochaře Bernardase Bučase a po návratu učila na gymnáziu v Kaunasu.
Za kontroverzní je v Litvě dnes považováno její angažování po sovětské okupaci v roce 1939. Zasedla v tzv. lidovém shromáždění, které žádalo o připojení k SSSR, a stala se posléze i členkou Nejvyššího sovětu Sovětského svazu. Napsala též oslavnou báseň na Stalina, za niž roku 1947 posmrtně dostala Stalinovu cenu a v roce 1954 byla jmenována národní umělkyní. Její podoba se objevila na sovětské poštovní známce.